# Sofies bananer
|  | Denne artikel er oprettet af botten Steenthbot ud fra en ekstern database. Den kan derfor have sproglige fejl eller mangler. Denne skabelon kan fjernes efter kontrol af indholdet. |

Sofies bananer er en dansk kortfilm fra 2016 instrueret af Mira Thu.

## Medvirkende
- Ole Dupont, Bo Jensen
- Amanda Hidayat Krebs, Sofie